# Martes zibellina jakutensis
Martes zibellina jakutensis es una subespecie de  mamífero carnívoro  de la familia Mustelidae,  subfamilia Mustelinae.

## Distribución geográfica
Se encuentra en Eurasia.